# Barbara Juliane von Krüdener
Barbara Juliane von Krüdener, Baronesa de Krüdener (nascida Barbara Juliane von Vietinghoff) (Riga, 22 de novembro de 1764 – Karasu-Bazar, Crimeia, 25 de dezembro de 1824), foi uma mística russa.

## Vida
Filha de Otto Hermann von Vietinghoff, um militar de carreira, e da condessa Anna Ulrica von Munnich, Barbara Juliane casou-se aos 18 anos de idade (em 29 de Setembro de 1782), com o barão Burckhard Alexis Constantin von Krüdener, um diplomata viúvo e bem mais velho do que ela. Em janeiro de 1784, nasceu o primeiro filho do casal, Paul. Em 1787, o nascimento de uma menina, Juliette, trouxe complicações à saúde frágil da baronesa e ela resolveu viajar em convalescença para a França com a filha e a enteada Sophie.
Durante o período que passou em Montpellier em 1790, ela conheceu um jovem capitão de cavalaria, Charles Louis de Fregeville, por quem se apaixonou. O capitão acompanhou a baronesa até Copenhaga, onde o barão servia como embaixador, e lá, ela comunicou ao marido que não mais poderia viver com ele. Todavia, Von Krüdener recusou-se a falar em divórcio, e, com a partida do capitão para a guerra, Juliane resolveu viajar pela Europa, atividade na qual passou alguns anos.
Em 1798, os Krüdener ensaiaram uma reconciliação em Berlim, onde o barão servia como embaixador. Todavia, a baronesa não se adaptou à rígida corte prussiana e decidiu partir para Teplitz, alegando recomendações médicas. Os Krüdener nunca mais tornaram a se ver.
Com a morte do marido, em 1802, a baronesa, em busca de reconhecimento social, resolveu arriscar-se no campo da literatura e escreveu Valérie, romance semi-autobiográfico que causou algum sucesso na época (quatro edições em 1804 e duas traduções em línguas estrangeiras).

### Vida nova
Em janeiro de 1804 a baronesa decidiu retornar à sua cidade natal, Riga, e lá seus nervos foram duramente abalados quando um conhecido, ao encaminhar-se para saudá-la, caiu morto aos seus pés. O choque a fez buscar consolo na religião, particularmente nas pregações escatológicas e moralizantes de influentes figuras do pietismo, como Heinrich Jung-Stilling de Karlsruhe e Jean Frederic Fontaines, em Vosges, onde ela permaneceu por dois anos e passou a acreditar que havia sido chamada para estabelecer o reino de Cristo na Terra.
Acompanhada por Fontaines e uma legião de seguidores e admiradores, decidiu fundar uma colônia onde o ‘’povo eleito’’ poderia esperar a Segunda vinda de Cristo. Todavia, sem encontrar nenhuma simpatia por parte das autoridades francesas ela acabou por retornar ao sul da Alemanha, sempre arrebanhando multidões e influenciando até o líder pietista suíço Henri Louis Empeytaz, que substituiu Fontaines ao seu lado na liderança do movimento.
Todavia, foi em 4 de Junho de 1815, na cidade de Heilbronn, Alemanha, que a baronesa fez sua conversão mais espetacular: a do Czar Alexandre I da Rússia, a quem ela teria posteriormente sugerido, já em Paris, a ideia para a formação da Santa Aliança (assinada em 26 de Setembro deste mesmo ano). Não contente com a sugestão, a baronesa teria feito ampla divulgação de sua ascendência sobre o czar, o que irritou sobremaneira o soberano.
Com a partida de Alexandre I para São Petersburgo, a baronesa viajou para a Suíça onde caiu sob a influência de um aventureiro, J. G. Kellner. Kellner convenceu-a de que ela, responsável direta pela Santa Aliança, não podia ser outra menos do que a mulher vestida de sol citada nas Escrituras. A ideia de fundar uma colônia de eleitos renasceu, e, novamente, legiões de mendigos e desocupados passaram a seguí-la na busca vã de uma terra prometida. Expulsos da Alemanha e da Suíça, finalmente em 1817 receberam a notícia de que o czar autorizara o ingresso dos pietistas na Crimeia.
Mas em 1821, em sua última viagem à São Petersburgo, ela tentou convencer o czar a apoiar os gregos que lutavam por sua independência. Em resposta, o czar, cansado dos conselhos da mística, pediu que ela deixasse a cidade imediatamente. A baronesa de Krüdener retornou então para a Crimeia, onde sobreviveu à morte de Kellner, em 1823, vindo a falecer em 25 de Dezembro de 1824.

## Obras
- Valérie ou Lettres de Gustave de Linar à Ernest de G... Paris: Imprimerie de Giguet et Michaud, 2 v., 1804.
- Le Camp de Vertus. Paris: Le Normant, 1815

###### Fonte
- Grande Enciclopédia Delta Larousse. Rio de Janeiro: Editora Delta, 1976. V. 9, p. 3845.